# Фермијев парадокс
Фермијевим парадоксом се назива супротност између процењене високе вероватноће постојања ванземаљских цивилизација и недостатка доказа о контакту са таквим цивилизацијама.
Старост свемира и велики број звезда наговештава да би ванземаљски живот требало да буде уобичајена појава. Разматрајући ово питање са колегама, физичар Енрико Ферми је 1950. године наводно упитао: „Где су?“ (енгл. "Where are they?"). Ферми је запитао зашто не постоје докази у виду сонди, свемирских летелица и радио таласа, ако у Млечном путу постоји обиље напредних ванземаљских цивилизација.
Могући одговори на Фермијев парадокс су да ванземаљске цивилизације постоје и да човечанство није свесно тога или да ванземаљске цивилизације не постоје или да су толико ретке, да човечанство никада неће успоставити контакт са њима.
Данас постоје многе научне теорије о ванземаљском животу и цивилизацијама, и притом је Фермијев парадокс значајна теоријска основа.

## Основе парадокса
Величина и старост свемира указују на постојање бројних ванземаљских цивилизација. Међутим, ово је нелогично будући да нема доказа који то потврђују.
На ово следе три могућа одговора:
1. почетна изјава је нетачна и ванземаљска интелигенција је много ређи феномен него што се претпоставља
2. наша тренутна посматрања нису довољно добра и зато још увек нисмо открили друге цивилизације
3. наше методе су погрешне

Прва тачка парадокса: аргумент величине је „функција чистих бројевних вредности“. Верује се да постоји око 250 милијарди звезда само у нашој галаксији и око 7х1022 у видљивом свемиру. Чак и ако се живот појави на веома малом броју планета око ових звезда, онда би требало да постоји велики број цивилизација у самом Млечном путу. Овај аргуменат узима у обзир принцип да Земља није ни у ком случају посебна већ сасвим уобичајена планета која подлеже природним законима као и било која друга планета у свемиру. Да би се добио неки приближан број користи се тзв. Дрејкова једначина, али су параметри у овој једначини спорни.
Друга тачка парадокса се такође своди на игру бројевима. Ако се узме у обзир мали број могућих ванземаљских цивилизација и претпостави да интелигентна бића имају тенденцију да колонизују нове светове, онда се верује да би напредне цивилизације колонизовале прво околне планете а затим планетарне системе. Пошто нема доказа на Земљи или било где другде о таквим активностима у (како се верује) 13 милијарди година старом свемиру, значи да је ванземаљска интелигенција веома ретка или да су наше претпоставке о понашању интелигентних бића погрешне.
Неколико аутора је покушало да процени време потребно да једна цивилизација колонизује галаксију. Ако се узме у обзир да је ово експоненцијално прогресиван процес, процене се крећу око 5 до 50 милиона година, што је веома мало времена имајући у виду старост свемира. Иако би колонизација била тешко изводљива или непожељна (независно да ли је могуће путовати брже од светлости или не), још увек је могућа жеља ових цивилизација да истраже свемир, те би том приликом слали своје летелице и инструменте без посаде. Међутим, нема доказа да се такво нешто икада десило.
На проблем Фермијевог парадокса постоје и други могући одговори, који су детаљно продискутовани на сајту  института (Институт за потрагу за ванземаљском интелигенцијом).

## Дрејкова једначина
Уско повезана са Фермијевим парадоксом је Дрејкова једначина коју је 1960. формулисао Френк Дрејк, амерички астрофизичар и оснивач СЕТИ-ја. Дрејк је покушао да квантификује величине које утичу на број цивилизација способних за комуникацију, и установи који све фактори утичу на њихову бројност. Општи облик Дрејкове једначине гласи:
{\displaystyle N=R\cdot f_{p}\cdot n_{e}\cdot f_{l}\cdot f_{i}\cdot f_{c}\cdot L}
Где су:
- – број цивилизација у нашој галаксији са којима бисмо могли да комуницирамо
- – просечна брзина настанка звезда у Кумовој слами
- – удео звезда које имају планетарни систем
- – просечан број планета на којима је могуће да се развије живот
- – удео планета на који се живот заиста и развије
- – удео планета са развијеним животом на којима се развије интелигентан живот
- – удео цивилизација способних да остваре међузвездану комуникацију
- – очекивани временски период током којег цивилизација емитује сигнале у свемир (односно током ког ју је могуће открити)

Дрејк је заједно са својим колегама 1961. дао следеће бројеве за вредности његове једначине:
- = 10 годишње (сваке године настане 10 звезда)
- = 0,5 (пола од укупног броја звезда има планетарни систем)
- = 2 (у сваком планетарном систему биће по 2 планете на којима је могућ живот)
- = 1 (100% – на свакој таквој планети ће се развити живот)
- = 0,01 (1% планета на којима постоји живот ће изнедрити интелигентне облике)
- = 0,01 (1% интелигенција је у стању да оствари међузвездану комуникацију)
- = 10.000 година (просечни животни век цивилизације способне за комуникацију)

Из ових вредности параметара следи да у сваком тренутку постоји 10 цивилизација способних да остваре контакт са другим цивилизацијама.
Вредност за R је дата на основу емпиријских података, вредност за  је мање сигурна док су остале вредности потпуно спекулативне. Зато је и сам Дрејк сматрао да његова једначина не може да разреши Фермијев парадокс, већ само да квантификује наше незнање.